# Ptychodes bifasciatus
Ptychodes bifasciatus là một loài bọ cánh cứng trong họ Cerambycidae.